# Kvæveskolten
Kvæveskolten (norwegisch für Kesselhügel) ist ein kleiner Berg im ostantarktischen Königin-Maud-Land. Im nördlichen Teil der Payergruppe in der Hoelfjella ragt er östlich des Kvævefjellet auf.
Wissenschaftler des Norwegischen Polarinstituts benannten ihn 1967.